# Puisque c'est écrit
Albums de Jean-Baptiste Guegan
Rester le même
(2020)
Singles
1. Retourner là-bas
Sortie : août 2019
2. Puisque c'est écrit
Sortie : septembre 2019

Puisque c'est écrit est le premier album studio du chanteur français Jean-Baptiste Guegan, sorti le 30 août 2019. 

## Historique
En 2017, quelques mois avant son décès, Johnny Hallyday émet le souhait de faire un nouvel album avec son parolier et ami Michel Mallory et de l'enregistrer à Nashville. Une douzaine de chansons sont écrites lorsque le chanteur meurt. Un an plus tard, alors que son sosie vocal Jean-Baptiste Guegan remporte la saison 13 de La France a un incroyable talent, son producteur Christophe Porquet lui permet de rencontrer le parolier. Séduit par le chanteur qui n'est pas un imitateur, Michel Mallory lui propose 5 titres écrits pour Johnny dont Square de la Trinité et Coupable,,.
Enregistré à Nashville, l'album qui contient 12 titres inédits écrits par le parolier et son fils Jean-Thomas Mallory sort le 30 août 2019. Il est numéro un des ventes en France avec un peu plus de 27 000 exemplaires vendus en une semaine devant des artistes comme Lana Del Rey et Rilès.
Il est disque de platine avec 100 000 exemplaires vendus, 45 jours plus tard.
L'album se vend à plus de 300 000 albums exemplaires.

## Titres de l'album
1. Retourner là-bas
2. Puisque c'est écrit[7]
3. Coupable
4. Merci
5. La cité des bleuets
6. Par amour
7. J'y crois
8. Quand tu m'aimeras
9. Vers le sud
10. J'arrête demain
11. Hero
12. Square de la Trinité

## Certifications et ventes
| Pays          | Certification | Ventes  |
| ------------- | ------------- | ------- |
| France (SNEP) | 2 × Platine   | 200'000 |